# Riverview (Michigan)
Riverview – miasto w Stanach Zjednoczonych, w stanie Michigan, w hrabstwie Wayne.